# Жозе Аніго
Жозе Аніго (фр. José Anigo; нар. 15 квітня 1961, Марсель, Франція) — французький футболіст, що грав на позиції захисника. По завершенні ігрової кар'єри — тренер.

## Ігрова кар'єра
У дорослому футболі дебютував 1979 року виступами за команду клубу «Марсель», в якій провів вісім сезонів, взявши участь у 206 матчах чемпіонату. Більшість часу, проведеного у складі «Марселя», був основним гравцем захисту команди.
Завершив професійну ігрову кар'єру у клубі «Нім-Олімпік», за команду якого виступав протягом 1987—1990 років.

## Кар'єра тренера
Розпочав тренерську кар'єру, повернувшись до футболу після невеликої перерви, 1995 року, очоливши тренерський штаб клубу «Андум». Протягом 1996–1997 років очолював команду марсельського клубу «Консоля».
2001 року став головним тренером команди «Марсель», тренував команду з Марселя чотири роки.
2013 року повернувся до «Олімпіка», де пропрацював один сезон.
Станом на липень 2017 року останнім місцем тренерської роботи був туніський «Есперанс», головним тренером команди якого Жозе Аніго був протягом 2015 року.